# Yvonne Nauta
Yvonne Nauta (Uitwellingerga, 21 de febrero de 1991) es una deportista neerlandesa que compitió en patinaje de velocidad sobre hielo.
Ganó una medalla de bronce en el Campeonato Mundial de Patinaje de Velocidad sobre Hielo de 2014 y una medalla de plata en el Campeonato Europeo de Patinaje de Velocidad sobre Hielo de 2014. Participó en los Juegos Olímpicos de Sochi 2014, ocupando el sexto lugar en la distancia de 5000 m.

## Palmarés internacional
| Campeonato Mundial | Campeonato Mundial        | Campeonato Mundial | Campeonato Mundial    |
| Año                | Lugar                     | Medalla            | Prueba                |
| ------------------ | ------------------------- | ------------------ | --------------------- |
| 2014               | Heerenveen (Países Bajos) | Medalla de bronce  | Clasificación general |
| Campeonato Europeo |                           |                    |                       |
| Año                | Lugar                     | Medalla            | Prueba                |
| 2014               | Hamar (Noruega)           | Medalla de plata   | Clasificación general |